# James Wendell
Pour les articles homonymes, voir Wendell.
James Isaac Wendell (né le 3 septembre 1890 à Schenectady et mort le 22 septembre 1952 à Philadelphie) est un athlète américain spécialiste du 110 mètres haies. Affilié au New York Athletic Club, il mesurait 1,83 m pour 79 kg.

## Biographie

### Palmarès
| Date | Compétition           | Lieu      | Résultat | Performance |
| ---- | --------------------- | --------- | -------- | ----------- |
| 1912 | Jeux olympiques d'été | Stockholm | 2e       | 15 s 2      |

### Records
| Épreuve          | Performance | Lieu      | Date |
| ---------------- | ----------- | --------- | ---- |
| 110 mètres haies | 15 s 2      | Stockholm | 1912 |